# ماتیاس تیلز
ماتیاس تیلز (انگلیسی: Matias Tellez؛ زادهٔ ۸ فوریهٔ ۱۹۸۹) خواننده، ترانه‌نویس، تهیه‌کننده موسیقی، و گیتارنواز اهل نروژ است. وی از سال ۲۰۰۲ میلادی تاکنون مشغول فعالیت بوده‌است.